# Eublaberus variegata
Eublaberus variegata es una especie de insecto blatodeo de la familia Blaberidae, subfamilia Blaberinae.